# Теодора Ристовски
Теодора Ристовски (рођена Живановић; Београд, 8. март 1986) српска је позоришна, телевизијска, филмска и гласовна глумица.

## Биографија
Теодора Ристовски је рођена 8. марта 1986. године у Београду као Теодора Живановић. Завршила је средњу музичку школу Јосип Славенски. Глуму је дипломирала 2005. године на Факултету драмских уметности у Београду у класи професорке Биљане Машић. Стални је члан Позоришта Бошко Буха, а игра и у Народном позоришту у Београду, Југословенском драмском позоришту, Позоришту на Теразијама и Установи културе Вук Караџић. Оснивач је позоришне трупе „Лудум Лудум”. Ради и синхронизације цртаних и играних филмова и серија. Радиле је за студије Лаудворкс, Моби, Вочаут и Ливада Београд као и за Соло. У браку је са Петром Ристовским, сином Лазара Ристовског и Данице Ристовски.

## Филмографија
| Год.       | Назив                     | Улога            |
| ---------- | ------------------------- | ---------------- |
| 2006.      | Један дан у белом         | Марија           |
| 2009.      | Горки плодови             | Проститутка      |
| 2010.      | Нова шанса                |                  |
| 2010—2012. | Бела лађа                 | Новинарка        |
| 2013.      | На путу за Монтевидео     | Јелица           |
| 2015.      | Панта Драшкић: Цена части | Кнегиња Нарискин |
| 2016.      | Дневник машиновође        | Васпитачица Нада |
| 2020.      | Игра судбине              | млада Лидија     |
| 2021.      | Дрим тим                  | Лила             |
| 2021.      | Радио Милева              | Глорија          |
| 2021.      | Фурија                    |                  |
| 2022.      | Било једном у Србији      | Зорка            |
| 2023.      | Салигија                  |                  |

## Улоге у синхронизацијама
| Година     | Наслов                                 | Улога                    |
| ---------- | -------------------------------------- | ------------------------ |
| 2011-2013. | Лего Нинџаго (С1-2)                    | Лојд                     |
| 2012.      | Анђеоски пријатељи                     | Раф, Кабирија            |
| 2012-2013. | Заљубљена Мими                         | Мими Китагами, Темо Темо |
| 2012.      | Летећи љубимци                         | Хелга                    |
| 2012.      | Ловци на змајеве (Лаудворкс)           | Зорија                   |
| 2012.      | Миа и ја                               | Паула                    |
| 2012.      | Хаотик                                 | Сара                     |
| 2012.      | Школа за вампире (Лаудворкс)           | Крвоје, Сунчица Полидори |
| 2012.      | Атлантида — изгубљено царство          | Принцеза Кида            |
| 2012.      | Звончица и тајна крила                 | Лана                     |
| 2012.      | Пепељуга                               | Дризела                  |
| 2013.      | Мућкалица                              | Колет                    |
| 2013.      | Чувари тајног краљевства               | Мери Кетрин              |
| 2013.      | Мали принц (Лаудворкс)                 | додатни гласови          |
| 2013.      | Мар                                    | Дороти, Чапу             |
| 2013.      | Трансформерси: Прајм (С1)              | Арси                     |
| 2014.      | Лего пријатељи (Лаудворкс)             | Оливија (Е1)             |
| 2014.      | Меде Медењаци: Добро дошли у Доброград | Драга                    |
| 2014.      | Смрда фу                               | Смрда                    |
| 2014.      | Звончица и вила гусарка                | Лана                     |
| 2015.      | Звончица и чудовиште из Недођије       | Лана                     |
| 2018.      | Невиђени 2                             | Хелен Пар / Еластична    |
| 2019.      | Залеђено краљевство 2                  | Идуна                    |
| 2018.      | Зец Петар                              | Лула, приповедачица      |
| 2019.      | Табалуга                               | Лили                     |
| 2021.      | Зец Петар: Скок у авантуру             | Лула, приповедачица      |